# 大谷健吾
大谷健吾（おおたに けんご、1969年7月8日 - ）は、千葉県出身の元歌手、音楽プロデューサー。かつてARTIMAGEに所属した。

## 来歴
- 1988年よりTM NETWORKのツアースタッフ・ローディーとして働いていた[1]。
- その後TMのツアースタッフの1人とユニットを結成し、ライブ活動を行う。ユニット解散後はソロ歌手を志向し、作詞・作曲活動を続けた[1]。
- 1994年に小室哲哉プロデュースによる8cmシングル「Missing you ～変わらない約束～」でワーナーミュージック・ジャパンよりデビュー。

## エピソード
- 元アイドルグループ「キララとウララ」の大谷香奈子（小室哲哉の1回目の結婚相手）の実弟。小室と義兄弟だった。
- 「Missing you ～変わらない約束～」のジャケットでイラストを担当したのはきたがわ翔。起用については小室が、性格や雰囲気が「NINETEEN 19」の主人公・久保田一至と被っているという理由で実現したと大谷が語っている[2]。

## CD

### シングル
|     | 発売日        | タイトル                      | 収録曲                                                                                       | 備考                                                       |
| --- | ------------- | ----------------------------- | -------------------------------------------------------------------------------------------- | ---------------------------------------------------------- |
| 1st | 1994年10月5日 | Missing you～変わらない約束～ | 1. Missing you～変わらない約束～ 2. Love U More 3. Missing you～変わらない約束～（カラオケ） | 小室哲哉プロデュース・MIZUNOスーパースターCFイメージソング |
| 2nd | 1995年3月25日 | Love Somebody                 | 1. Love Somebody 2. LOVING 3. Love Somebody（カラオケ）                                      | 小室哲哉プロデュース・MIZUNOスーパースターCFイメージソング |
| 3rd | 1996年1月25日 | BABY DO NOT CRY               | 1. BABY DO NOT CRY 2. WILL 3. BABY DO NOT CRY（カラオケ）                                    |                                                            |

### アルバム
- BABY DO NOT CRY（1996年3月25日）

1. 君に会いたい
2. WILL　（3rdシングルカップリング曲）
3. 気にしないから
4. FOR YOU
5. Love Somebody　（2ndシングル）
6. 君のせいじゃない僕のせいじゃない
7. DEAR GIRL FRIEND
8. STILL LOVE YOU
9. BABY DO NOT CRY　（3rdシングル）
10. Missing you～変わらない約束～　（デビューシングル）

## プロデュース
- SOUL'd OUT

## テレビ
- TBS「CDTV」

## CM
- ミズノ「スーパースター」